# 瑞典国防部
瑞典国防部（瑞典語：Försvarsdepartementet），为瑞典政府组成部门之一，负责瑞典防务。瑞典国防部成立于1920年，总部位于斯德哥尔摩。现任国防大臣为彼得・胡爾特奎斯特，2014年10月3日上任。